# Antonio Bailetti
Antonio Bailetti (Bosco di Nanto, 29 settembre 1937) è un ex ciclista su strada e pistard italiano.
Da dilettante fu campione olimpico ai Giochi di Roma 1960 nella 100 km a squadre; professionista dal 1961 al 1969, vinse due tappe al Giro d'Italia e altrettante al Tour de France.

## Carriera
Da dilettante fu attivo con i colori del G.S. Cademartori, facendo sue alcune corse lombarde; tra i "puri" nel 1960 vinse anche l'oro olimpico ai Giochi di Roma nella 100 km a cronometro con il quartetto azzurro completato da Ottavio Cogliati, Giacomo Fornoni e Livio Trapè.
Passato professionista a inizio 1961, corse per la Bianchi, la Carpano/Sanson, la Salvarani e la Faema. Ottenne quindici vittorie, tra cui due tappe al Giro d'Italia e altrettante al Tour de France, una tappa al Gran Premio Ciclomotoristico 1961, tre tappe al Giro di Sardegna e il Trofeo Laigueglia 1966. Fu anche azzurro nella gara dei professionisti al Mondiale 1962 a Salò.
Si ritirò dalle corse nel 1969 in seguito a un incidente avvenuto in una competizione al Velodromo Vigorelli di Milano. È lo zio del ciclista Paolo Bailetti.

## Palmarès
- 1958 (dilettanti)

Coppa Caduti Buscatesi
- 1959 (dilettanti)

Gran Premio di Giussano
- 1960 (dilettanti)

Trofeo Falck
Giochi olimpici, 100 km a squadre (con Livio Trapè, Ottavio Cogliati e Giacomo Fornoni)
- 1961 (Bianchi, tre vittorie)

6ª tappa, 2ª semitappa Gran Premio Ciclomotoristico (Castellammare di Stabia > Caserta)
5ª tappa Giro di Sardegna (Nuoro > Cagliari)
3ª tappa, 2ª semitappa Tre Giorni del Sud (Boiano > Campobasso)
- 1962 (Carpano, quattro vittorie)

2ª tappa Giro di Sardegna (Carbonia > Cagliari)
6ª tappa Giro di Sardegna (Alghero > Sassari)
Genova-Nizza
4ª tappa Giro d'Italia (Montecatini > Perugia)
9ª tappa Tour de France (La Rochelle > Bordeaux)
- 1963 (Carpano, due vittorie)

21ª tappa Giro d'Italia (Brescia > Milano)
5ª tappa Tour de France (Rouen > Rennes)
- 1964 (Carpano, una vittoria)

2ª tappa Giro di Sardegna (Oristano > Cagliari)
- 1965 (Sanson, una vittoria)

Ronde de Monaco
- 1966 (Bianchi, una vittoria)

Trofeo Laigueglia

### Altri successi
- 1962 (Carpano)

Criterium di Charité-sur-Loire

## Piazzamenti

### Grandi Giri
- Giro d'Italia

1961: 76º
1962: 39º
1963: 42º
1964: 76º
1965: 46º
1966: 54º
- Tour de France

1962: 80º
1963: 55º
- Vuelta a España

1968: ritirato

### Classiche monumento
- Milano-Sanremo

1961: 61º
1962: 10º
1963: 56º
1964: 102º
1965: 38º
1966: 76º
1967: 95º
- Parigi-Roubaix

1962: 53º

### Competizioni mondiali
- Campionato del mondo

Salò 1962 - In linea Professionisti: 33º
- Giochi olimpici

Roma 1960 - Cronosquadre: vincitore
Roma 1960 - In linea: 10º